# Alan Gregov
Alan Gregov (ur. 1 kwietnia 1970 w Zadarze) – chorwacki koszykarz i olimpijczyk, grający na pozycji rozgrywającego.

## Życiorys
Mierzy 191 cm i  waży 85 kg.
Ma żonę Maję, i dwójkę dzieci – Valentin i Antoni.
Jego kuzynami są Arijan Komazec i Marko Popović, również chorwaccy koszykarze i olimpijczycy.

## Kariera zawodnicza
- 1990–1994: KK Zadar
- 1994–1998: Cibona Zagrzeb
- 1998–1999: Nobiles Włocławek
- 1999–2000: Zepter Śląsk Wrocław
- 2000–2001: KK Split
- 2001–2002: Prokom Trefl Sopot
- 2002 – 22 grudnia 2002–2003: Aris Saloniki
- 2003–2004: Apollon Patras

## Sukcesy
- srebrny medalista Igrzysk Olimpijskich w Barcelonie w 1992 roku w barwach reprezentacji Chorwacji
- brązowy medalista EuroBasketu w Niemczech w 1993 roku
- brązowy medalista Mistrzostw Świata w 1994 roku
- Mistrz Polski w 2000 roku w barwach Zeptera Śląska Wrocław
- Wicemistrz Polski w 1999 roku z Nobilesem Anwil Włocławek
- Mistrz Chorwacji z KK Zadar
- zdobywca Pucharu Chorwacji z KK Zadar
- brązowy medalista Mistrzostw Polski w 2001 roku w barwach Prokomu Trefla Sopot